# Вільдьє-ле-Поель-Руффіньї
Вільдьє-ле-Поель-Руффіньї (фр. Villedieu-les-Poêles-Rouffigny) — муніципалітет у Франції, у регіоні Нижня Нормандія, департамент Манш. Вільдьє-ле-Поель-Руффіньї утворено 1 січня 2016 року шляхом злиття муніципалітетів Руффіньї i Вільдьє-ле-Поель. Адміністративним центром муніципалітету є Вільдьє-ле-Поель. Населення — 3851 особа (01.01.2021).